# Hiatus fulvipes
Hiatus fulvipes är en tvåvingeart som beskrevs av Cresson 1906. Hiatus fulvipes ingår som enda art i släktet Hiatus och familjen fläckflugor.
Artens utbredningsområde är New Mexico. Inga underarter finns listade i Catalogue of Life.